# Helsingfors Segelsällskap

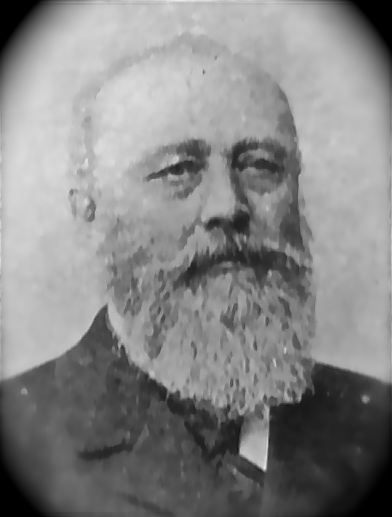
Anton Moberg (1840–1907), Gründer des Helsingfors Segelsällskap

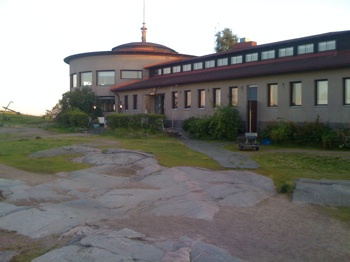
Das HSS Clubhaus auf der Insel Liuskasaari, außerhalb von Helsinki

Die Helsingfors Segelsällskap (HSS) (schwedisch, „Helsingfors Segelgesellschaft“) ist der zweitälteste Yachtclub in Helsinki (schwedisch Helsingfors) und der viertgrößte in Finnland. Der Club wurde 1893 als finnlandschwedischer, schnell wachsender bürgerlicher Yachtclub in Helsinki gegründet.
Der heute auf Schwedisch, Finnisch und Englisch arbeitende Club hat ca. 1350 Mitglieder und überwiegend Segelboote im Vereinsregister. Die Clubanlagen befinden sich auf der vereinseigenen Insel Liuskasaari (schwedisch Skifferholmen) mit einem geschützten Naturhafen in der Mitte des südlichen Helsinki. Dort wird auch ein vollständiger Service für 20 Gast-Yachten angeboten.

## Geschichte
Anfang September 1892 wurde die Anzeige im schwedischsprachigen Hufvudstadsbladet unter der Überschrift Seglare Ohoj! (deutsch „Segler ahoi!“) veröffentlicht und warb um Mitglieder des neuen Clubs. Seine Gründung wird jedoch erst am 7. Januar 1893 offiziell, da Gouverneur Fjodor Heiden an diesem Tag die Satzung für den neuen Verein bestätigte. In seinem ersten Geschäftsjahr hatte Helsingfors Segelsällskap 65 Mitglieder und 19 Segelboote im Register. Es waren noch keine Frauen beteiligt, die erste Frau trat erst 1897 dem Club bei.
Der Verein organisierte im ersten Sommer vier Segelwettbewerbe. Bekannte Boote der frühen Tage waren Ellida von Karl Nordblad, die Uno von V. Lindholm und Bisquit von Gunnar Hjelt. Die Jugendabteilung begann ab 1932 Jugendliche auszubilden, als der Club fünf Federboote für Segler unter 18 Jahren kaufte.
HSS ist traditionell der führende Regattaverein für kleine Kielboote in Finnland. Der Club unterstützte die Entwicklung kleiner Inselkreuzer, insbesondere der 22,2-Klasse, in den 1910er und 1920er Jahren, indem er Siegerpokale für die Klasse stiftete und Mitglieder aktiv an Rennen teilnahmen. In den 1930er Jahren unterstützte HSS aktiv das von Gunnar Stenbäck entworfenen Hai-Boot, eine frühe Einheitsklasse. Die Hai-Klasse war bis Ende der 1960er Jahre die größte Bootsklasse des Clubs.
Das Ehrenmitglied des Helsingfors Segelsällskap, Hans Groop hatte als Yachtkonstrukteur großen Einfluss auf die Entwicklung preiswerter kleiner Kielkreuzer. Im Jahr 1968 entwarf und baute er auf Initiative und mit Unterstützung des HSS das H-Boot, das Finnlands größte private Kielbootklasse und eine international sehr beliebte Einheitsklasse wurde. Es brachte viele neue Segler in den Sport. Insgesamt wurden 950 H-Boote in Finnland und etwa 5000 H-Boote international gebaut.
Zu den Yacht-Konstrukteuren des HSS zählen neben Hans Groop auch Emil Wegelius, der die Konstruktionen der Jahrhundertwende beeinflusste, Einar Olofsson, der den Beginn des letzten Jahrhunderts beeinflusste, und wenig später Birger Slotte (1900–1983) und C.-O. Granfelt.

## Klassische Yacht-Flotte

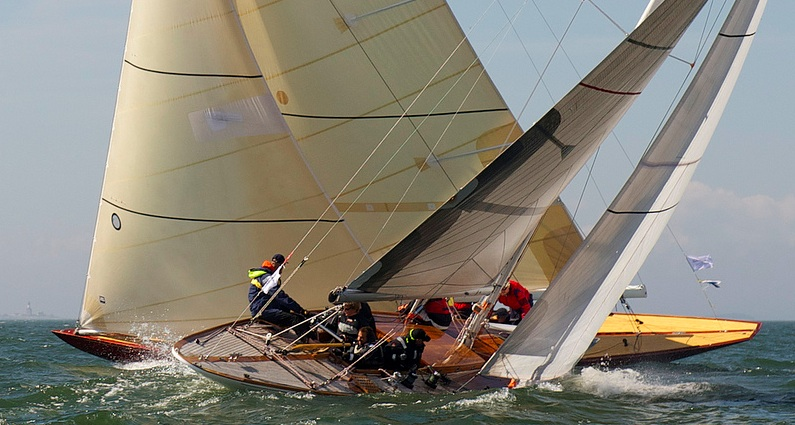
HSS besitzt eine Flotte von elf 8mR-Yachten – die größte Flotte in einem Yachtclub weltweit. Zwei von ihnen segeln hier in einer Regatta 2012, Sphinx FIN 4 and Sagitta FIN 2

Helsingfors Segelsällskap ist bekannt für seine 80 Boote starke klassische Flotte und sein AUDI HSS Match Racing Center sowie die Organisation häufiger Segelwettbewerbe. Die klassische Flotte besteht hauptsächlich aus Yachten der Meter-Klasse. Der Club verfügt über eine große Flotte von 8mR, 6mR, 5,5mR und 5mR sowie Schärenkreuzer, Folkeboote, Drachen, Hai-Boote und klassische Fahrten-Yachten. Der Club ist aktiver Partner des Scandinavian Classic Yacht Trust (SCYT), der die Regattastrecke Baltic Classic Masters organisiert. Die Regatten werden derzeit in Trosa in Schweden und in Hanko und Helsinki in Finnland organisiert. In Vorbereitung sind klassische Regatten in Mariehamn, Åland und Kotka in Finnland sowie in St. Petersburg in Russland geplant. Die HSS-Klassiker-Regatten werden im HSS Classic Yacht Committee (CYC) organisiert.

## Der führende Junior Club in Finnland
Helsingfors Segelsällskap hat eine sehr aktive Jugendabteilung mit Seglern zwischen fünf und fünfzehn Jahren. HSS-Junioren haben eine Rekordzahl an qualifizierten Vertretern der finnischen Weltmeister. Im Jahr 2011 wurde HSS zum Junior Club des Jahres und 2013 zum finnischen Yachtclub des Jahres gewählt, hauptsächlich aufgrund seines herausragenden Junior-Programms.

## AUDI HSS Sailing Center

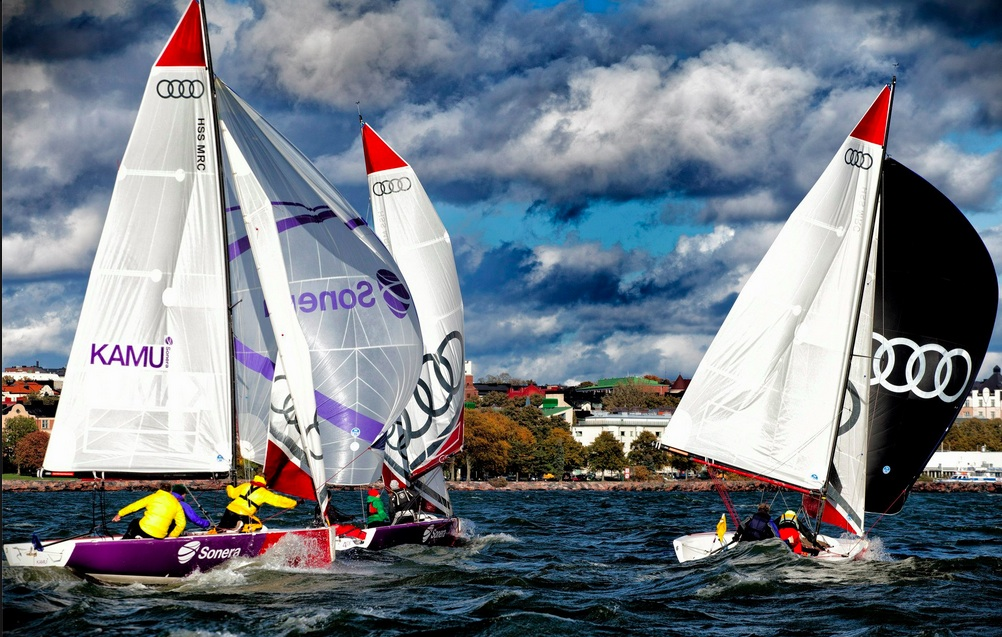
Das Audi HSS Sailing Centre besitzt eine Flotte von 24 Booten einschließlich 6 Elliott 6m Match Race Booten

Im Jahr 2009 startete Helsingfors Segelsällskap ein olympisches Match Race Center mit einer Flotte von sechs Elliott 6m Booten. Das HSS Audi Match Race Team Finnland unter der Leitung von Silja Lehtinen gewann eine Bronzemedaille für den Verein bei den Segelwettbewerben der Olympischen Sommerspiele 2012 in London. Der finnische olympische Erfolg im Segeln gab dem Zentrum Auftrieb und der Name wurde 2012 in AUDI HSS Sailing Center geändert, da die Mitglieder mehr Interesse an Match- und Flottenrennen hatten. Das Zentrum hat auch eine Flotte von acht Laser-Jollen.
Das Leistungszentrum erwarb 2010 die Sparringsboote für das schwedische Herausfordererteam 2003 und 2007 für den America’s Cup – Victory Challenge – SM 40. Das Zentrum verfügt außerdem über sechs Monark 606.
Der Club hat auch das größte Segelzentrum in Finnland für Erwachsene, die ohne eigenes Boot segeln und üben möchten. Das Zentrum verfügt über 28 Trainings- und Übungsboote. Der Club bietet sowohl Anfängern als auch erfahrenen Seglern ein hohes Ausbildungsniveau. HSS hat eine lange Tradition in der Organisation von Regatten für kleinere Kielboote.

## Prominente Seglernamen des HSS
- Silja Lehtinen, Silja Kanerva und Mikaela Wulff gewannen die Bronzemedaille in der Bootsklasse Elliott 6m bei den Olympischen Sommerspielen 2012 in London.
- Georg Tallberg, ursprünglich Mitglied von Nyländska Jaktklubben und Bronzemedaillengewinner in der 470er Jolle bei den Olympischen Spielen in Moskau 1980, wurde HSS-Mitglied und gründete 2009 das AUDI HSS Match Race Center. Das Zentrum diente vor den Olympischen Spielen 2012 als Basis für das Team Silja Lehtinen.
- Tapio Lehtinen beschleunigte die Nachwuchsaktivitäten bei HSS und mehreren anderen Verbänden im Zusammenhang mit der Anschaffung von 300 Optimisten-Jollen für die Jugendarbeit nach Finnland in den Jahren 2007–2009.
- Jan Thorström und Matias Niemeläinen 49er Jolle (waren mehrere Jahre nahe an der internationalen Spitze)
- Jouni Kokko, lange Jahre erfolgreich in der E-Jolle-Klasse mit vielen EM-Titeln und Top-Platzierungen seit dem Junior von 1984. Kokko war auch Vorsitzender des E-Jollen-Verbandes.
- Jali Mäkilä war Steuermann in der Soling-Klasse bei den Olympischen Sommerspielen 2000 in Sydney, übrige Crew: Erkki Heinonen und Sami Tamminen. Mäkilä hat an vielen olympischen Projekten teilgenommen und ist Mitglied mehrerer Verbände.
- Reima Alander hat an Solosegel-Rennen mit Minibooten über den Atlantik teilgenommen. Er erreichte 2008 einen Klassensieg bei der Sydney-Hobart-Regatta.
- Ari Huusela hat zweimal an demselben Segel-Wettbewerb über den Atlantik teilgenommen wie Reima Alander.
- Tom Rindell hat die ISAF Youth Worlds gewonnen
- Matti Rouhiainen ist mit zehn Meisterschaften in der H-Boot-Klasse der erfolgreichste Regattasegler der HSS in den letzten vier Jahrzehnten. Er war auch der Skipper 5,5mR-Yacht Patricia von Finnland, mit der der HSS im Jahr 1979 beim Gold Cup an den Start ging. Er erreichte das Finale beim Gold Cup und wurde Zweiter bei der gleichzeitigen Weltmeisterschaft. Heute arbeitet er als Segelmacher.
- Skopbank von Finnland war das Hauptprojekt der Familie Pelle Gahmberg und Finnlands erste Teilnahme an Whitbread Round the World Race 1981–82 mit der Yacht Skopbank von Finnland. Die gesamte Besatzung wurde zu ständigen Mitgliedern der HSS berufen, darunter der Chef der Wachen Tapio Lehtinen und Harry Harkimo.
- Veikko Enberg Steuermann und H-Boot-Segler. Er hat an zwei H-Boot-WM teilgenommen und viele gute Platzierungen erreicht, hat auch erfolgreich in der Bootsklasse Hai und Folkeboot gesegelt. Arbeitet sowohl im finnischen als auch im internationalen H-Boot-Verband.
- Hans Groop, der neben seiner langen Karriere als Yachtkonstrukteur auch erfolgreich in den Klassen Folkeboot und H-Boot Regatten segelte.
- Christer Granfelt war der erfolgreichste der Segelgeschwister Granfelt (Christer, Carl-Olof und Margareta). Er gewann viele Titel in der Snipe (Bootsklasse) und im Finn-Dingi. Er gewann mit dem Hai Loling II fast jedes Rennen in den Jahren 1951–1953. Beteiligte sich auch am 8mR-Projekt Turid mit dem dritten Platz bei der Weltmeisterschaft in Sandhamn 1975. Er war zehn Jahre lang HSS-Kommodore.
- John R. Flinckenberg war Olympiateilnehmer bei den Olympischen Sommerspielen 1956 in Melbourne und im Laufe der Jahre erfolgreicher Drachen- und Hai-Segler. Eine der ersten aus dem HSS, die in Cowes, Kiel und an der Riviera international starteten. Er war mehrjähriger Kommodore in HSS.
- Eric Fabricius, Olympiateilnehmer in der Bootsklasse Drachen bei den Olympischen Sommerspielen 1952 in Helsinki. Große Erfolge im Drachen und in der 5mR-Klasse.
- Arthur E. Nikander hatte mit der 6mR-Yacht Nica in den 1930er Jahren internationalen Erfolg. Segelte in vielen Klassen und besaß viele Boote, die andere HSS-Mitglieder segelten. Er ließ die 8mR-Yacht Vågspel bauen zum 50-jährigen Jubiläum der HSS im Jahr 1943.
- Ernst Westerlund (1893–1961) war ein erfolgreicher Skipper auf den Booten anderer Eigner, einschließlich auf Arthur E. Nikanders Yacht Nica. Er gewann die Bronzemedaille als Steuermann auf der 6mR-Yacht Ralia bei den Olympischen Sommerspielen 1952 in Helsinki. Er war langjähriges Mitglied des HSS-Vorstandes.
- Emil Wegelius (1852–1902) war ein führender Yachtkonstrukteur und erfolgreicher Segler um die Jahrhundertwende.
- Valter Lindholm segelte mit dem kleinen Kielboot Uno, dem erfolgreichsten Segelboot seit den frühesten Jahren des Clubs. Der Uno Cup wird immer noch jeden Herbst von der HSS veranstaltet.

## Liste der HSS Kommodore

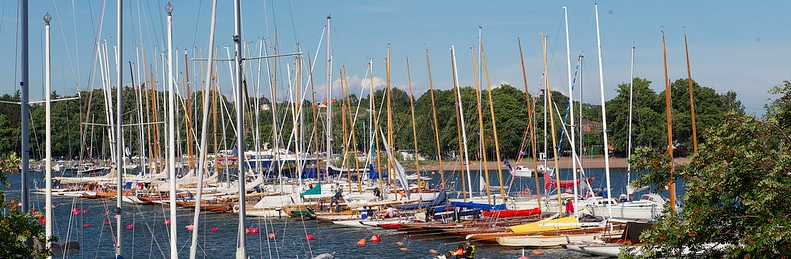
HSS Yachthafen mit 60 klassischen Yachten

| Zeitraum    | Name                |
| ----------- | ------------------- |
| 1893        | Alvar Verving       |
| 1894 – 1898 | Anton Moberg        |
| 1899 – 1903 | Teodor Hjelt        |
| 1904 – 1915 | Ernst Nyberg        |
| 1916 – 1919 | Gustaf Sourander    |
| 1920 – 1922 | S. J. Rehnström     |
| 1923 – 1928 | Bertel Peterson     |
| 1929 – 1931 | Eric Nummelin       |
| 1932        | Gustaf Sourander    |
| 1933 – 1939 | Arthur E. Nikander  |
| 1940 – 1946 | Harald Käcklund     |
| 1947 – 1950 | Runar Finnilä       |
| 1951 – 1961 | John R. Flinkenberg |
| 1962 – 1964 | Alfons Wigg         |
| 1965 – 1974 | Christer Granfelt   |
| 1975 – 1983 | Hans Lindroos       |
| 1984 – 1993 | Ingmar Lindberg     |
| 1994 – 1996 | Ernst Tillander     |
| 1997 – 2001 | Matti Mare          |
| 2002 – 2009 | Rabbe Nevalainen    |
| 2010 – 2012 | Kim Weckström       |
| 2013 – 2014 | Harri Tanhuanpää    |
| 2015 – 2017 | Tapio Lehtinen      |
| 2018 –      | Mikael Stelander    |

### HSS auf Youtube
- HSS Classic Baltic Masters part 1 (finnisch)
- HSS Classic Baltic Masters part 2 (finnisch)
- Silja Lehtinen training at HSS Match Race Center